# Sven Bender
Sven Bender, född 27 april 1989 i Rosenheim i dåvarande Västtyskland, är en tysk före detta fotbollsspelare. Han representerade under sin karriär det tyska landslaget. 
Hans tvillingbror Lars Bender är också en tidigare fotbollsspelare. De spelade tillsammans i både 1860 München och Bayer Leverkusen.

## Klubbkarriär
I februari 2016 förlängde Bender sitt kontrakt med Borussia Dortmund till 2021. I juli 2017 värvades Bender av Bayer Leverkusen, där han skrev på ett fyraårskontrakt.
Vid slutet av säsongen 2020/2021 valde båda bröderna Bender att avsluta sina fotbollskarriärer.